# فرانسوا سیمون (بازیگر)
فرانسوا سیمون (انگلیسی: François Simon؛ ‏ ۱۶ اوت ۱۹۱۷ – ۵ اکتبر ۱۹۸۲) بازیگر اهل سوئیس بود.
از فیلم‌هایی که وی در آن نقش داشته‌است، می‌توان به شارل، زنده یا مرده، مسیح در ابولی توقف کرد و قارچ اشاره کرد.